# Zwicky (Mondkrater)
Zwicky ist ein zu Ehren von Fritz Zwicky benannter Mondkrater auf der Mondrückseite.

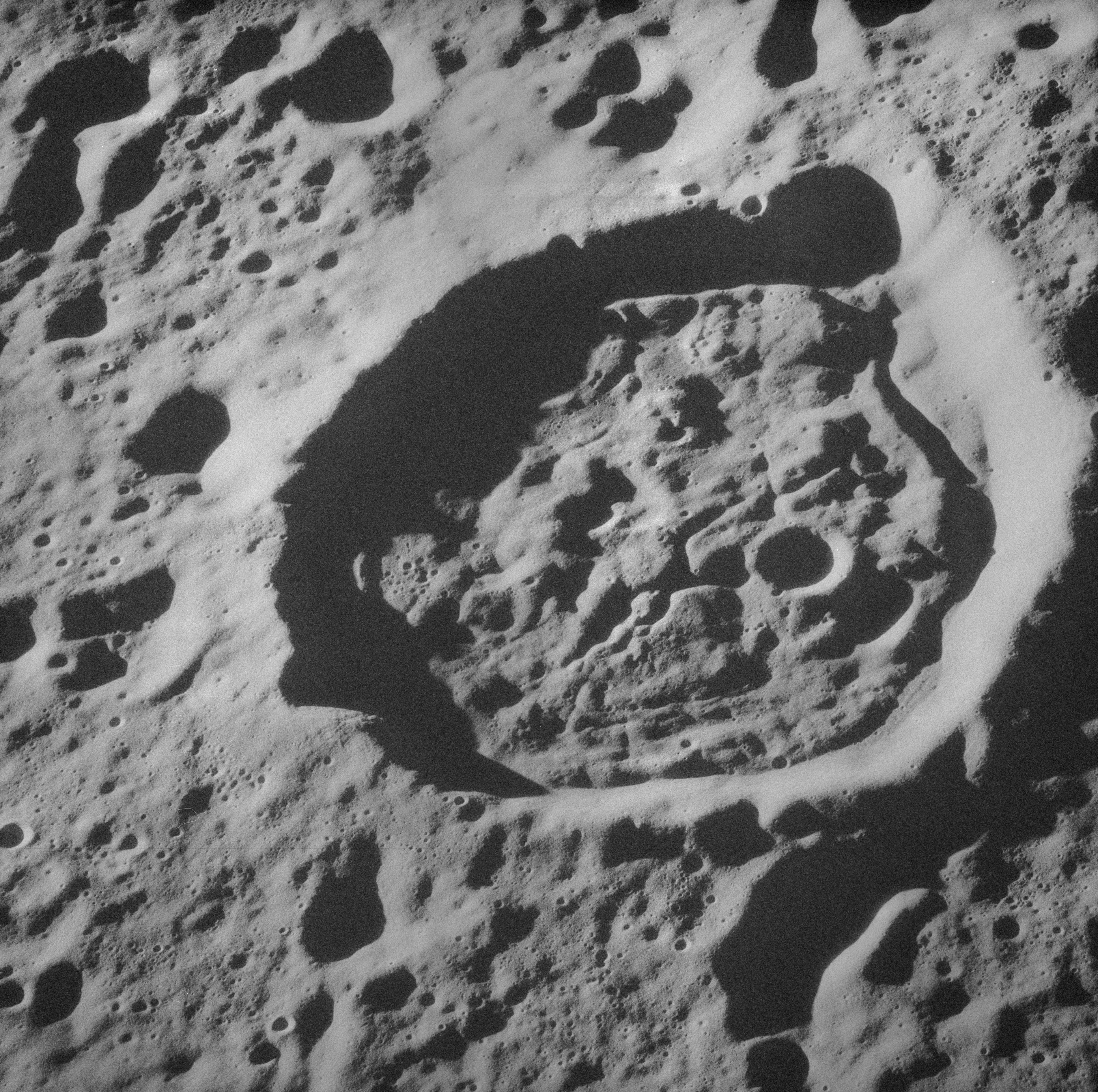
Aufnahme des Kraters Zwicky, Apollo 17, 1972

| Buchstabe | Position            | Durchmesser | Link |
| --------- | ------------------- | ----------- | ---- |
| N         | 15,93° S, 167,67° O | 28 km       |      |
| R         | 18,37° S, 163,58° O | 29 km       |      |
| S         | 16,45° S, 162,58° O | 46 km       |      |